# Charlotte (Nueva York)
Charlotte es un municipio ubicado en el condado de Chautauqua, estado de Nueva York, Estados Unidos. Tiene una población estimada, a mediados de 2021, de 1540 habitantes.

## Geografía
Está ubicado en las coordenadas 42°18′18″N 79°14′15″O / 42.30500, -79.23750 (42.304942, -79.237366).

## Demografía
Según la Oficina del Censo, en 2000 los ingresos medios de los hogares de la localidad eran de $35,192 y los ingresos medios de las familias eran de $40,893. Los hombres tenían ingresos medios por $32,009 frente a los $22,734 que percibían las mujeres. Los ingresos per cápita para la localidad eran de $15,733. Alrededor del 10.1% de la población estaba por debajo del umbral de pobreza.
De acuerdo con la estimación 2016-2020 de la Oficina del Censo, los ingresos medios de los hogares de la localidad son de $45,000 y los ingresos medios de las familias son de $59,219. Alrededor del 15.4% de la población está por debajo del umbral de pobreza.